# Englfing (Gemeinde Ottnang)
Englfing ist eine Ortschaft in der Gemeinde Ottnang am Hausruck im Bezirk Vöcklabruck, Oberösterreich. Am 1. Jänner 2024 zählte die Ortschaft 290 Einwohner.
Die Ortschaft nordwestlich von Ottnang befindet sich am Südabfall des östlichen Ausläufers des Hausrucks. Durch das Dorf führt die Tanzbodenstraße (L 1071), ein Abzweiger der Hausruck Straße. 
Der Ort fand in der Vergangenheit Erwähnung als Engolfingen (1230), Engelhofing (1414), Enngolfing (1441), Englfing (1449), Yngolffing (1518) und Engerfing (1673). Englfing ist ein echter -ing-Besitzname mit dem althochdeutschen Personennamen Eng(il)olf aus Angilulf.